# Parent, Schaken, Caillet et Cie
Pour les articles homonymes, voir Schaken.

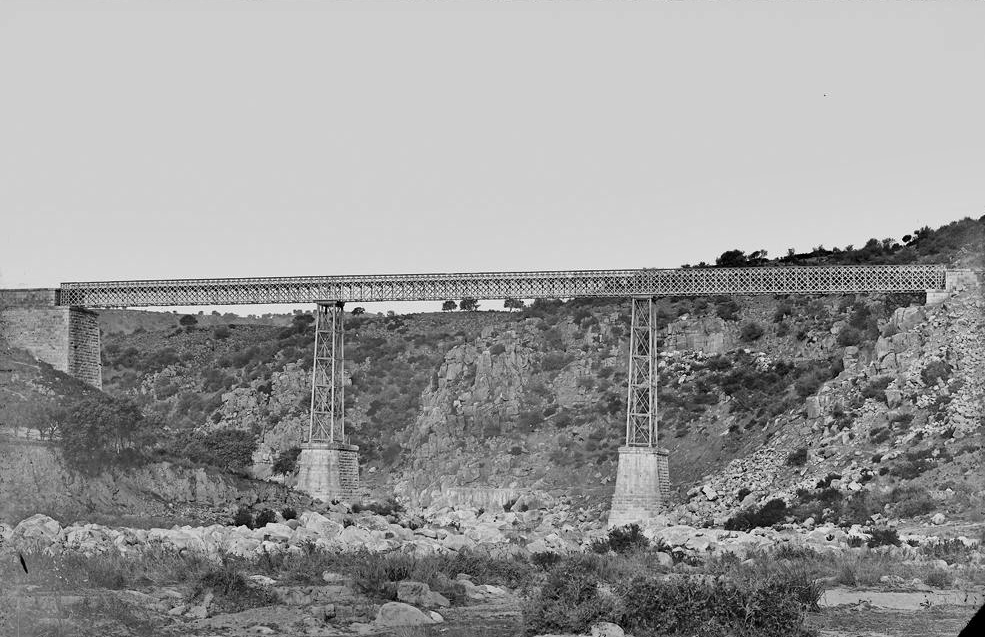
Le viaduc de Vadollano (Espagne), construit par Parent, Schaken, Caillet et Cie. Photo de la seconde moitié du XIXe siècle.

La société Parent, Schaken, Caillet et Cie est formée le 6 septembre 1861 sous la forme d'une société en nom commun, pour réaliser des constructions mécaniques. Elle crée un atelier de construction à Fives dans le département du Nord. 
Le 9 novembre 1861, la société prend le nom de Participation JF Cail, Parent, Schaken, Houel et Caillet, Paris et Fives-Lille du fait d'un accord de coopération avec Jean-François Cail.
En 1865, l'entreprise devient Compagnie de Fives - Lille.